# Литвиненко Єлизавета Анатоліївна
Єлизавета Анатоліївна Литвиненко (нар. 11 лютого 2004) — українська дзюдоїстка, бронзова призерка чемпіонату світу, чемпіонка Європи серед кадетів та юніорів.

## Біографія
Почала займатися дзюдо у віці дванадцяти років у місті Покров, Дніпропетровської області у тренера Сергія Сінілова. Перед цим займалася стрибками у воду.
У 2021 році зуміла стати чемпіонкою Європи серед кадетів у ваговій категорії до 70 кг, а також дебютувала на дорослому чемпіонаті Європи, де поступилася у першому поєдинку.
У 2022 році почала виступати у ваговій категорії до 78 кг. У новій ваговій категорії зуміла стати чемпіонкою Європи серед юніорів та виграти золото Європейського юнацького олімпійського фестивалю. На дорослому чемпіонаті Європи у першому поєдинку поступилася титулованій французькій спортсменці Мадлен Малонзі. 10 жовтня здобула своє перше вагоме досягнення серед дорослих, здобувши бронзову медаль чемпіонату світу. На шляху до медалі перемогла Міглу Дуденайте, Лоріану Куку та Джорджію Стангерлін. У півфіналі на останніх секундах поступилася Ма Чженьчжао. У поєдинку за бронзову медаль зустрілася з чинною олімпійською чемпіонкою Сорі Хамадою, яку зуміла перемогти іппоном вже на першій хвилині сутички. Президент Федерації дзюдо України Михайло Кошляк привітав 18-річну спортсменку, яка здобула "бронзову" медаль на Чемпіонаті світу із дзюдо.
29 січня 2023 року на турнірі серії Гран-прі в Алмаді зуміла виграти срібну медаль, поступившись у фіналі Патрісії Сампайо. Ця медаль стала першою у кар'єрі спортсменки на змаганнях серії Гран-прі.

## Спортивні результати на міжнародних змаганнях

### Виступи на Чемпіонатах світу
| Змагання                     | Місце проведення    | Вагова категорія | Місце  |
| ---------------------------- | ------------------- | ---------------- | ------ |
| Чемпіонат світу з дзюдо 2022 | Ташкент, Узбекистан | до 78 кг         | Бронза |

### Виступи на Чемпіонатах Європи
| Змагання                      | Місце проведення    | Вагова категорія | Місце      |
| ----------------------------- | ------------------- | ---------------- | ---------- |
| Чемпіонат Європи з дзюдо 2021 | Лісабон, Португалія | до 70 кг         | 1/8 фіналу |
| Чемпіонат Європи з дзюдо 2022 | Софія, Болгарія     | до 78 кг         | 1/8 фіналу |

### Виступи на інших змаганнях
| Змагання                        | Місце проведення      | Вагова категорія | Місце       |
| ------------------------------- | --------------------- | ---------------- | ----------- |
| Кубок Європи серед кадетів 2019 | Загреб, Хорватія      | до 63 кг         | 5 місце     |
| Кубок Європи серед кадетів 2019 | Теплиці, Чехія        | до 63 кг         | 1/16 фіналу |
| Кубок Європи серед кадетів 2019 | Клуж-Напока, Румунія  | до 63 кг         | 7 місце     |
| Кубок Європи серед кадетів 2019 | Бельсько-Бяла, Польща | до 63 кг         | 1/16 фіналу |
| Кубок Європи серед кадетів 2019 | Дьєр, Угорщина        | до 70 кг         | Срібло      |
| Кубок Європи 2021               | Прага, Чехія          | до 70 кг         | 5 місце     |
| Гренд Слем 2021                 | Тбілісі, Грузія       | до 70 кг         | 1/8 фіналу  |
| Кубок Європи 2021               | Загреб, Хорватія      | до 78 кг         | 5 місце     |
| Кубок Європи серед юніорів 2021 | Пореч, Хорватія       | до 78 кг         | Золото      |
| Кубок Європи серед юніорів 2021 | Прага, Чехія          | до 78 кг         | Бронза      |
| Гран-прі 2022                   | Алмада, Португалія    | до 78 кг         | 1/8 фіналу  |
| Гренд Слем 2022                 | Тель-Авів, Ізраїль    | до 78 кг         | 1/8 фіналу  |
| Кубок Європи серед юніорів 2022 | Афіни, Греція         | до 78 кг         | Золото      |
| Гренд Слем 2022                 | Анталія, Туреччина    | до 78 кг         | DNS         |
| Гренд Слем 2022                 | Тбілісі, Грузія       | до 78 кг         | 5 місце     |
| Кубок Європи 2022               | Мадрид, Іспанія       | до 78 кг         | Бронза      |
| Гренд Слем 2022                 | Абу-Дабі, ОАЕ         | до 78 кг         | 1/8 фіналу  |
| Гренд Слем 2022                 | Токіо, Японія         | до 78 кг         | 7 місце     |
| Мастерс 2022                    | Єрусалим, Ізраїль     | до 78 кг         | 1/8 фіналу  |
| Гран-прі 2023                   | Алмада, Португалія    | до 78 кг         | Срібло      |
| Гренд Слем 2023                 | Тбілісі, Грузія       | до 78 кг         | 7 місце     |
| Гран-прі 2023                   | Лінц, Австрія         | до 78 кг         | Бронза      |
| Мастерс 2023                    | Будапешт, Угорщина    | до 78 кг         | Бронза      |

### Виступи на змаганнях молодших вікових груп
| Змагання                                          | Місце проведення             | Вагова категорія | Місце       |
| ------------------------------------------------- | ---------------------------- | ---------------- | ----------- |
| Чемпіонат Європи з дзюдо серед кадетів 2019       | Варшава, Польща              | до 63 кг         | 1/8 фіналу  |
| Чемпіонат світу з дзюдо серед кадетів 2019        | Алмати, Казахстан            | до 63 кг         | 1/32 фіналу |
| Чемпіонат Європи з дзюдо серед юніорів 2020       | Пореч, Хорватія              | до 70 кг         | 1/16 фіналу |
| Чемпіонат Європи з дзюдо серед кадетів 2021       | Рига, Латвія                 | до 70 кг         | Золото      |
| Чемпіонат світу з дзюдо серед юніорів 2021        | Ольбія, Італія               | до 78 кг         | 5 місце     |
| Європейський юнацький олімпійський фестиваль 2022 | Банська Бистриця, Словаччина | до 78 кг         | Золото      |
| Чемпіонат Європи з дзюдо серед юніорів 2022       | Прага, Чехія                 | до 78 кг         | Золото      |